# Paul Béranger (athlétisme)
Pour les articles homonymes, voir Paul Béranger et Béranger.
Paul Béranger (né le 11 avril 1892 au Cailar et mort le 27 décembre 1942) est un athlète français, spécialiste du lancer du disque.

## Biographie
Il remporte quatre titres de champion de France du lancer du disque de 1921 à 1924. 
Il participe aux Jeux olympiques de 1924 à Paris, où il s'incline dès le concours des qualifications ; il termine 14e du classement final.

### Palmarès
- Championnats de France d'athlétisme :
  - vainqueur du lancer du disque en 1921, 1922, 1923 et 1924

### Records
| Épreuve          | Performance | Lieu | Date |
| ---------------- | ----------- | ---- | ---- |
| Lancer du disque | 41,61 m     |      | 1923 |